# فريدلاند (براندنبورغ)
فريدلند (نيدرلاوسيتز) (بالألمانية: Friedland, Brandenburg) هي مدينة وبلدة ألمانية تقع في ألمانيا في براندنبورغ. يقدر عدد سكانها بـ 3,053 نسمة .